# Südesch
Südesch ist ein Stadtteil von Rheine im Kreis Steinfurt.

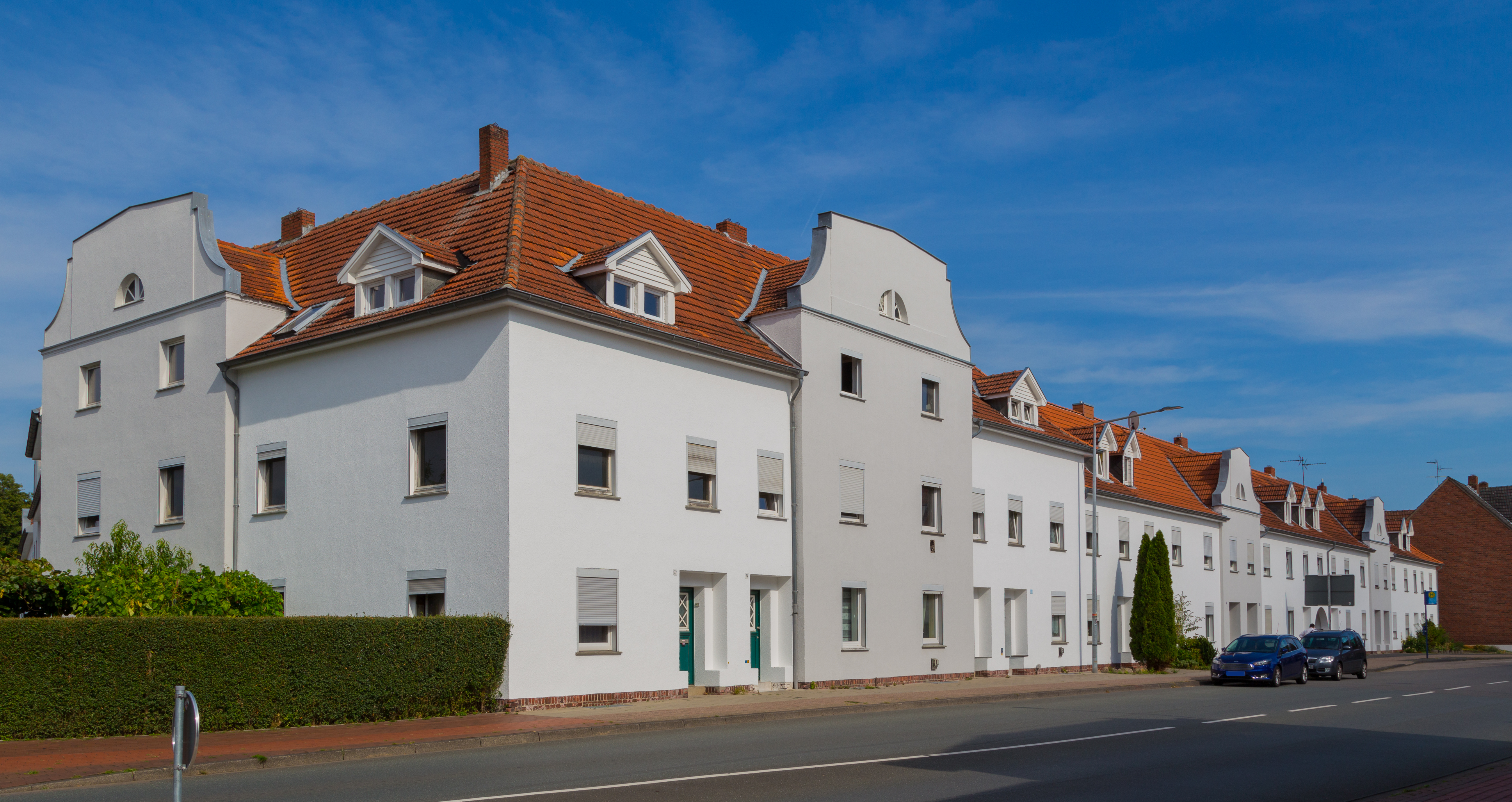
Werkssiedlung Weißenburg

Südesch liegt südöstlich der Innenstadt an der L 593 nach Elte, zwischen der Ems und dem Hemelter Bach. Zu Südesch gehört die alte Werkssiedlung Weißenburg. Im Stadtteil liegt die Grundschule Südesch und die Herz-Jesu-Kirche. Südesch hat 3455 Einwohner (2018)
Koordinaten: 52° 17′ N, 7° 27′ O